# 二枚目 (アルバム)
『二枚目』（にまいめ）は、ゴスペラーズのメジャー2枚目のオリジナルアルバム。1996年9月1日にKi/oon Recordsから発売された。

## 概要
前作より内容が充実しており、アカペラ曲も3曲収録されている。このアルバム名は、僕らは普段は三枚目だが、歌っているときは二枚目だという意味と、単純に2ndアルバムという意味の二つが込められている。ジャケット撮影は渋谷区である。1ページ目の写真はビートルズを意識している。

## 収録曲
1. イントロ’96 [1:25]
  - 作曲：北山陽一、村上てつや／編曲: 北山陽一、BANANA ICE

メンバーの雑談が入っていて、普段の会話や練習風景が見えればいいとの事。
2. 侍ゴスペラーズ [3:34]
  - 作詞・作曲: 村上てつや／編曲: 村上てつや、DJバリ"K"～ん

メンバー紹介の曲。声見本のような曲である。『G10』発売時のインタビューでは、今ステージで歌ったら照れくさい歌に全員一致で挙げられている。
3. Atlas  [5:19]
  - 作詞：山田ひろし／作曲：酒井雄二・田辺恵二／編曲：田辺恵二
4. Two-Way Street<album version> [4:56]
  - 作詞：からむし天気／作曲：ゴスペラーズ／編曲：田辺恵二

4thシングル曲のバージョン違い。異なる点は、部分的にバックの音が違う所。
5. Sparklin [4:23]
  - 作詩：安岡優／作曲：黒沢カオル／編曲：小西貴雄

山下達郎を意識して作られた曲。
6. Soul Man [2:35]
  - Words&Music:Issac Hayes&David Porter／編曲: 村上てつや

Sam&Daveのカバー。村上が大学時代から考えていたアレンジで、テンポが速い。
7. 虹 [4:40]
  - 作詞・作曲：村上てつや／編曲：鷲巣功

北山がベースボーカルのまま全編リードをとっている。冒頭部分から、テイク2らしい。曲の最後の方はコントのようである。
8. 今日が終わる前に [1:54]
  - 作詩：安岡優／作曲・編曲：北山陽一

酒井のリードで、アカペラ曲。
9. カレンダー [4:51]
  - 作詩：安岡優／作曲：寺田一郎／編曲：田辺恵二

5thシングル。70年代のディスコ・ビート風の曲で、詩はメンバーである村上てつやが当時大学生だった時に、池袋でナンパした女子高生と上野でデートした後、また偶然池袋でみさとという女の子と再会するという話を安岡が膨らませて書いたものである。
10. それでも恋はやってくる [4:47]
  - 作詞：山田ひろし／作曲・編曲：田辺恵二
11. fairwind  [5:51]
  - 作詞・作曲：酒井雄二／編曲：田辺恵二
12. SMILE [2:39]
  - 作詩：安岡優／作曲・編曲：北山陽一

アカペラ曲。村上がリードをとる。

## 演奏
- 北山陽一：Piano (#1)
- BANANA ICE：Other Instruments (#1)
- DJ バリ"K"〜ん：All Instruments (#2)
- 斎藤仁：Manipulate (#2)
- Ricky：Drums (#3.10)
- 山本英武：Guitar (#3.4.9.10.11)
- 田辺恵二：Other Instruments (#3.4.9.10)
- 青山純：Drums (#5)
- 伊藤広規：Bass (#5)
- 土方隆行：Guitar (#5)
- 難波弘之：Keyboards (#5)
- 小西貴雄：Other Instruments (#5)
- 橋本由香利：Manipulate(#5)
- 吾妻光良：Guitar (#7)
- 佐野康夫：Drums (#7)
- 金沢英明：Wood Bass (#7)
- 国府輝幸：Piano (#7)
- 石川具幸：Bass (#9.11)